# Stojan Andov

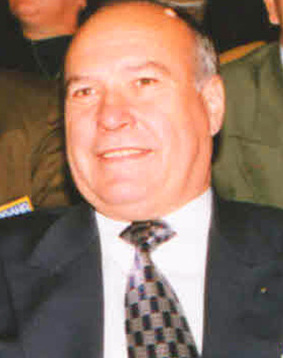
Stojan Andov (1996)

Stojan Andov (mazedonisch Стојан Андов; * 30. November 1935 in Kavadarci, Königreich Jugoslawien; † 18. Juni 2024) war ein Politiker des Bundes der Kommunisten Jugoslawiens (BdKJ), der mehrere Jahre lang Mitglied der Bundesregierung der Sozialistischen Föderativen Republik Jugoslawien (SFRJ) war. Nach dem Zusammenbruch des Kommunismus und dem Zerfall Jugoslawiens war er von 1991 bis 1996, von 2000 bis 2002 sowie erneut 2006 Präsident des Parlaments der Republik Mazedonien (Sobranie).

## Leben

### Politische Laufbahn in der Sozialistischen Föderativen Republik Jugoslawien
Stojan Andov besuchte die Grundschule und das Gymnasium in Kavadarci und absolvierte daraufhin ein Studium der Wirtschaftswissenschaften an der Universität „Heiliger Kyrill und Method“ Skopje. Nach dessen Abschluss war er von 1959 bis 1963 Lehrer am Wirtschaftsgymnasium „Josip Broz Tito“ sowie Dozent an der Arbeiteruniversität „Moša Pijade“. Er engagierte sich ferner als Sekretär des Gymnasiums sowie als Sekretär des Gemeindeausschusses des Kommunistischen Jugendverbandes. Danach war er von 1963 bis 1964 Sekretär der Grundorganisation des Bundes der Kommunisten Mazedoniens (BdKM) sowie Direktor des Sektors für Analyse und Planung der Landwirtschaftsgenossenschaft „Tikveš“ in Kavadarci. Er war daraufhin von 1964 bis 1965 Professor an der Parteihochschule des Zentralkomitees (ZK) des BdKM in Skopje sowie von 1965 bis 1967 Berater des Exekutivrates der Versammlung der Sozialistischen Republik Mazedonien (SRM), ehe er von 1967 bis 1971 als Präsident der Gemeindeversammlung von Kavadarci wirkte. Zugleich war er von 1970 bis 1971 Direktor des Zentrums für ideologische und politische Bildung und Studien in Skopje sowie Mitglied des Sekretariats des Zentralkomitees des BdKM. 1972 erwarb er einen Magister an der Fakultät für Politikwissenschaften der Universität Belgrad.
Andov, der in den 1970er Jahren marktwirtschaftliche Reformen unterstützte, wurde am 17. Mai 1974 im zweiten Kabinett Bijedić Vorsitzender des Bundesausschusses für wirtschaftliche Beziehungen und bekleidete dieses Amt vom 15. März 1977 bis zum 16. Mai 1978 auch im ersten Kabinett Đuranović. Im Anschluss war er von 16. Mai 1978	bis 16. Mai 1982 als Mitglied des Bundesexekutivrates	de Facto Minister ohne Geschäftsbereich im zweiten Kabinett Đuranović. Nach seinem Ausscheiden aus der Bundesregierung fungierte er von 1982 bis 1986 als Vizepräsident des Exekutivrates der Versammlung der Sozialistischen Republik Mazedonien. Im Anschluss war er Delegierter der SRM im Rat der Republiken und Provinzen der Bundesversammlung, dem Parlament der SFRJ, und fungierte dort als Vorsitzender des Ausschusses für soziale Planung und Entwicklung. Zuletzt war er von 1988 bis Januar 1991 außerordentlicher und bevollmächtigter Botschafter Jugoslawiens im Irak.

### Politische Laufbahn in der Republik Mazedonien
Nach dem Zusammenbruch des Kommunismus und des zusehenden Zerfalls Jugoslawiens wurde Stojan Andov im November 1990 zum Mitglied und am 8. Januar 1991 erster Präsident des Parlaments von Mazedonien (Sobranie) gewählt, das am 8. September 1991 als Republik Mazedonien seine Unabhängigkeit von Jugoslawien erklärte, und bekleidete dieses Amt bis zum 6. März 1996. Er war Vorsitzender der 1993 gegründeten Liberalen Partei LPM (Liberalna partija na Makedonija), die aus einer Allianz der Jungen Demokratisch-Progressiven Partei MDPS (Mlada Demokratsko-Progresivna Stranska) und der Reformkräfte in Mazedonien – Liberale Partei entstanden war, und deren Mitglieder überwiegend ethnische Mazedonier waren, die die freie Marktwirtschaft unterstützten. Nachdem es zu einem Attentat auf Staatspräsident Kiro Gligorov gekommen war, fungierte er vom 4. Oktober bis zum 17. November 1995 auch als kommissarischer Staatspräsident. Nachdem Ministerpräsident Branko Crvenkovski Minister der Liberalen Partei in einem Streit um industrielle Privatisierung entlassen hatte, legte er am 6. März 1996 sein Amt als Parlamentspräsident nieder und schloss sich der Opposition an. Sein Nachfolger als Parlamentspräsident wurde daraufhin Tito Petkovski.
Bei den Präsidentschaftswahlen 1999 kandidierte Andov für das Amt des Staatspräsidenten. Im ersten Wahlgang am 31. Oktober 1999 belegte er mit elf Prozent der Stimmen jedoch nur den vierten Platz nach Tito Petkovski (33 Prozent), Boris Trajkovski (21 Prozent) und Vasil Tupurkovski (16 Prozent). Im zweiten Wahlgang am 14. November 1999 gewann Boris Trajkovski mit 52,9 Prozent gegen Tito Petkovski, auf den bei einer Wahlbeteiligung von 69,9 Prozent 45,9 Prozent der Wählerstimmen entfielen. Aufgrund anhaltender Beschwerden gegen das Wahlergebnis, wurde Parlamentspräsident Savo Klimovski nach dem Ende der Amtszeit von Staatspräsident Kiro Gligorov am 19. November 1999 zunächst kommissarischer Staatspräsident. Am 30. November 2000 wurde er als Nachfolger von Savo Klimovski wieder Präsident des Parlaments und bekleidete dieses Amt nunmehr bis zum 3. Oktober 2002, woraufhin Nikola Popovski seine Nachfolge antrat. Er trat gegen Reformen ein, die für die albanische Volksgruppe mehr Rechte vorsah, war andererseits aber ein Unterstützer der guten Beziehungen Mazedoniens mit den USA sowie der Europäischen Union. Bei den Parlamentswahlen im September 2002 schloss er sich einer Koalition aus Liberaler Partei Mazedoniens LPM (Liberalna partija na Makedonija), Interne mazedonische Revolutionäre Organisation – Demokratische Partei für die mazedonische nationale Einheit VMRO-DPMNE und Neue Demokratische Partei an. Er wurde zuletzt als Nachfolger von Ljupčo Jordanovski am 26. Juli 2006 noch einmal kommissarischer Parlamentspräsident und hatte dieses Amt bis zum 1. August 2006 inne.
Andov war ein Befürworter der Beitrittsverhandlungen Nordmazedoniens mit der Europäischen Union. Er gehörte dabei neben Staatspräsident Stevo Pendarovski zu den Politikern Mazedoniens, die die andauernde Blockade Bulgariens als Problem innerhalb der EU angesehen und die Konsensprinzipien bei den EU-Entscheidungen scharf kritisiert haben. Man forderte die EU direkt auf, Druck auf Bulgarien auszuüben, damit das Land seine Blockadehaltung aufgibt, wertete jedoch gleichzeitig ein mögliches Zugehen auf die Positionen Bulgariens oder Wege zur Umsetzung des Nachbarschaftsvertrages innenpolitisch als Angriff auf die mazedonischen Identität und Sprache.
Im Juni 2024 starb er im Alter von 88 Jahren.

## Veröffentlichungen
Neben seinen politischen Tätigkeiten war Stojan Andov auch als Schriftsteller tätig. Zu seinen Veröffentlichungen gehören:
- Privreda zemalja u razvoju, 1977
- Priručni rečnik udruženog rada, 1982
- Istočni patuvanja. Irak, 2004, ISBN 9989-48-538-0
- Na moj način, Autobiografie, 2004, ISBN 978-9989-48-495-7
- Kico amerikanecot, 2007, ISBN 9989-48-818-5
- Vraḱanjeto na amerikanecot, 2010, ISBN 978-608-10-0077-1